# Симулятор меха
Симулятор ме́ха (сокращённо «мех-сим») — жанр компьютерной игры, посвящённый симуляции управления вымышленными боевыми шагоходами, известными как меха (сокращение от англ. mechanical).

## Разновидности жанра
Подобно другим симуляторам военной техники, игры данного жанра подразделяют на два типа — аркадные и (условно) реалистичные, также называемые техническими.

### Аркадный симулятор меха
Отличается упрощённым игровым процессом, включающим как простое минималистичное управление, так и максимально простую модель повреждений. В качестве примера может быть приведены игры Hawken и MechAssault 2002 года.
В некоторых аркадных играх, например Xenogears, упрощённая модель повреждений сочетается с управлением аналогичным файтингам с наличием различных комбо-аттак.
Часто элементы аркадного симулятора меха присутствуют в игре другого жанра, например, в таких играх, как Quake IV, Chrome, F.E.A.R. 2: Project Origin и Star Wars Jedi Knight: Jedi Academy, игрок время от времени получает возможность пройти часть уровня на боевом мехе. А в играх StarWars: Battlefront и StarWars: BattleFront 2, как игроки так и боты имеют возможность в ходе наземных битв пилотировать меха и другую наземную технику.
Так же возможно сочетание жанров, симулятора меха с авиасимулятором, ярким примером служит игра Gun Metal, в которой мех имеет возможность трансформироваться в истребитель.

### Технический симулятор меха
Отличительной чертой подобных симуляторов является более глубокая детализация симулируемого меха. Так, например в серии игр MechWarrior относящейся к вселенной BattleTech, мех имеет детализированную систему повреждений, и может быть переконфигурирован путём установки различного оборудования и вооружений. Кроме того в технических симуляциях, обычно мех воюет не в одиночку, а в составе звена и важную роль играет согласованность действий всей команды. Звено может состоять как из живых людей (в онлайновой многопользовательской игре), так и из ведомых управляемых ИИ, что характерно для однопользовательских игр.
Во вселенной Battletech большую роль играет устойчивость меха — как под воздействием внешних факторов (попадание оружия), так и внутренних (ошибки пилота). Мех может терять равновесие, падать, вести огонь лежа, вставать на ноги обратно. Среди игр серии MechWarrior эти нюансы симулятора меха можно встретить, например, в игре MechWarrior 3, которая многими признаётся как наиболее точно следующая техническим особенностям мехов и как самая реалистичная игра серии. Так, например, вражеских мехов в этой игре можно сбивать с ног, врезавшись в них с разбега или направив очередь из крупнокалиберной пушки в ногу, и безопасно расстреливать. В случае падения меха игрока, подъём на ноги осуществляется автоматически, при перезагрузке системы питания.
В связи с большей детализацией, в подобных играх задействовано более сложное управление позволяющее оперировать отдельными оружейными системами и оборудованием, а в качестве органа управления обычно применяется джойстик. Но для некоторых игр выпускаются более специализированные органы управления, имитирующие приборную панель меха.
В качестве примера сложного симулятора меха могут приведены игры MechWarrior, Steel Battalion, Force of Arms.

## Мехи в аниме
В связи с большой популярностью в аниме жанра меха-сэнтай (где сэнтай дословно «эскадрон» или «эскадрилья»), посвящённого команде героев, состоящей не из супергероев как в обычном сэнтае, а из пилотов меха, в Японии выходит большое число игр сделанных по мотивам аниме этого жанра.
Заметной особенностью большинства игр, сделанных по аниме, является нередкое (хотя и не обязательное) наличие рукопашной атаки, вплоть до наличия комбо-ударов. Следствием этого является распространенность в этих играх вида от третьего лица, вместо характерного для других игр с мехами вида из кабины. В связи с тем, что большая часть игр, сделанных по аниме, выходит на приставках, то обычно управление в играх ориентировано на использование геймпада. Тем не менее, игра Tekki (鉄騎) известная также как Steel Battalion, ориентирована не на использование геймпада, а специального кокпита с приборной панелью и педалями, имитирующего панель управления самого меха.